# Koronásgalamb-formák

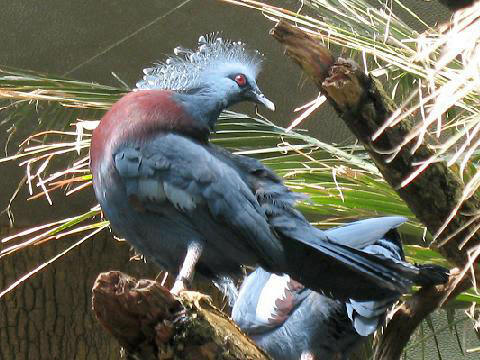
A legyezős koronásgalamb Új-Guinea északkeleti részén él

A koronásgalamb-formák (Gourinae) a madarak osztályának galambalakúak (Columbiformes) rendjébe és a galambfélék (Columbidae) családjába tartozó alcsalád.

## Rendszerezés
Az alcsaládba az alábbi egy nem és 3 faj tartozik:
- Goura (Stephens, 1819) – 3 faj
  - pompás koronásgalamb (Goura cristata)
  - vörösmellű koronásgalamb (Goura scheepmakeri)
  - legyezős koronásgalamb (Goura victoria)

## Elterjedésük
A Goura nembe sorolt mindhárom koronásgalamb faj őshazája Új-Guinea szigete. A sziget politikai megosztottsága miatt Indonézia és Pápua Új-Guinea területén is előfordulnak.
A nembe sorolt három faj egymástól jól elkülönített területen él. A sziget északnyugati részén a pompás koronásgalamb (Goura cristata) él, ettől keletre a legyezős koronásgalamb (Goura victoria), míg a szigetet kelet-nyugati irányban keresztülszelő magashegységtől délre elterülő alacsonyabb területeken a vörösmellű koronásgalamb (Goura scheepmakeri) fordul elő.
A pompás koronásgalamb ma már Indonézia több szigetén is meghonosodott, mivel a fogságból szökött, díszmadárként tartott egyedek hamar megszokják új élőhelyüket. Mára Új-Guineában is sok felé, eredeti elterjedési területétől távolabb is elterjedt a faj, azonos okok miatt.

## Megjelenésük
A koronásgalambok a galambfélék családjának legnagyobb testű képviselői. Tollazatuk legjellemzőbb színe mindhárom faj esetében a kék. Jellemző bélyegük nagy, felálló, finoman fosztott tollakból álló bóbitájuk.
A galambféléken belül külön anatómiai érdekességük, hogy nincs sem epehólyagjuk, sem faggyúmirigyük. Faroktollaik száma mindig tizenhat. Csüdjük pikkelyezettsége is különös, távolról pettyezettnek látszik.
A három faj nagyon hasonlít egymásra, de vannak köztük markánsan megjelenő különbségek is. Ilyenek a fej, a nyak, a mell és a szárnyak különböző színezete, melyek alapján határolódnak el az egyes fajok egymástól, így a természetben hibridizáció nem ismert a fajok között.
A többi galambfajjal csak távoli rokonságban állnak, azoktól alcsaládi szinten is elkülönülnek. A galambfélék törzsfejlődés során korán kivált a galambfélék családjából a koronásgalalmbok ága. Legközelebbi rokonuk a szintén Új-Guineán endemikus fácángalamb (Otidiphaps nobilis).

## Életmódjuk
A koronásgalambok Új-Guinea szigetének sűrű, trópusi esőerdeiben élnek. Mindhárom faj csoportosan él. A sziget déli területeinek viszonylagosan táplálékbő területein élő vörösmellű koronásgalamb alkotja a legnagyobb, akár húsz-harminc egyedből álló csoportokat. A sziget északi részén élő két faj sosem él ekkora csoportban.
Mindhárom faj elsősorban földre hullott gyümölcsöket, bogyókat fogyaszt illetve gerinctelenekkel táplálkozik. Ha megriasztják őket a madarak igyekeznek egy közeli bokorban meghúzódni, de ha ez nem lehetséges, akkor hangos szárnycsapásokkal egy magasabb ágra repülnek fel. A sűrű, sötét aljnövényzetben folyamatosan hallatják éles, hajókürtre emlékeztető hangjukat, így tartva egymással a kapcsolatot. Emiatt azonban vadászatuk is sajnos könnyűvé válik. Az éjszakát alacsonyabb fák ágain töltik.

## Szaporodásuk

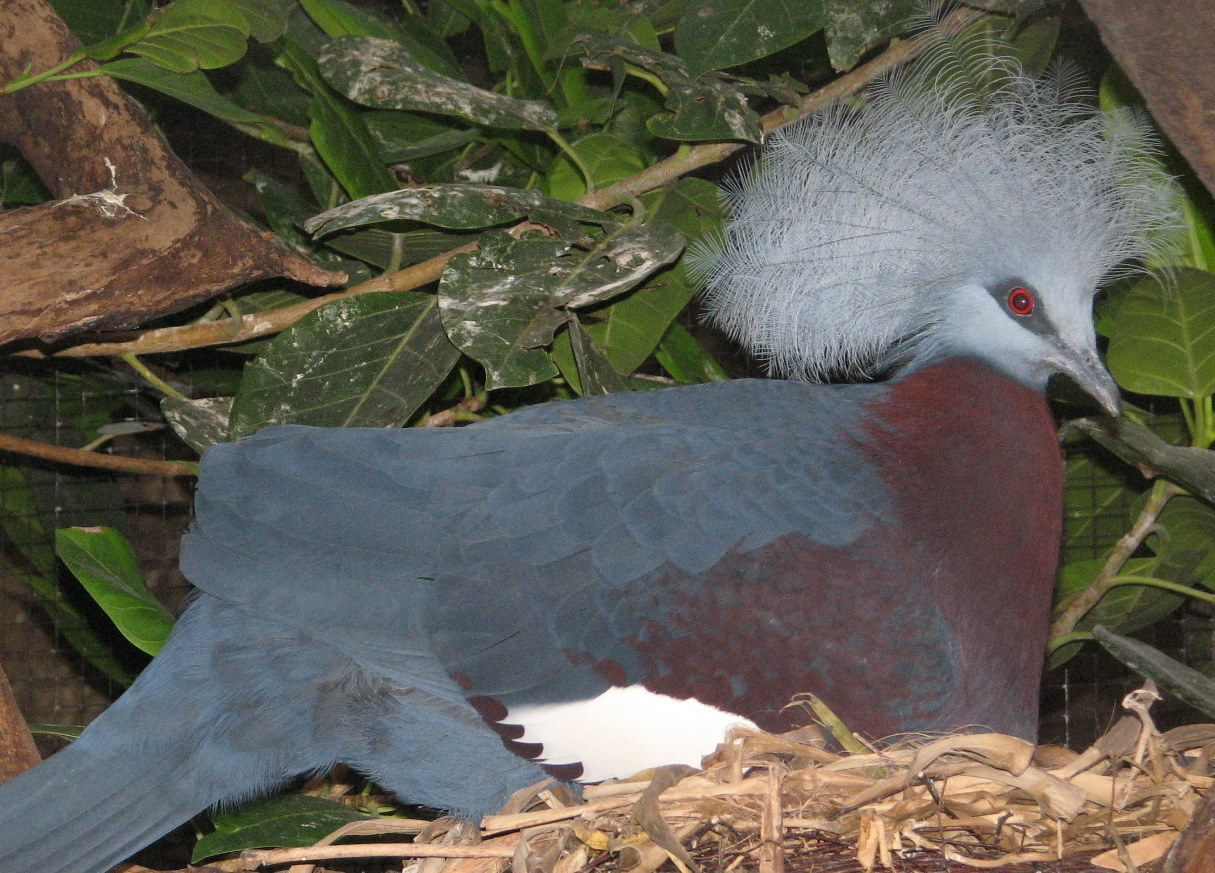
vörösmellű koronásgalamb (Goura scheepmakeri) a fészkén. Ez a faj rokonaitól eltérően szeret magas fákon fészket rakni.

A hímek násztáncot mutatnak be a tojók elcsábítására. Farkukat és szárnyukat széttárják és ütemesen bólogatnak fejükkel. Időnként szárnyaikat a testük fölött összecsapják.
Mindhárom faj stabil, monogám párkapcsolatban él, a párok életük végéig összetartanak. A hím gyűjti össze és szállítja a fészeképítéshez szükséges anyagokat, így pálmadarabokat, gallyakat, míg a nőstény készíti el ezekből a galambok többségére egyáltalán nem jellemző jól megépített erős fészket. A pompás koronásgalamb és a legyezős koronásgalamb többnyire a földre vagy egészen alacsony fákra építi fészkét, velük ellentétben a vörösmellű koronásgalamb szeret magasra, akár 15 méteres magasságba is fészket rakni.
Mindhárom faj nőstényei egyetlen fehér tojást raknak, melyből 28-30 napos kotlást követően kel ki a fióka. A fiatal madár általában egy hónapos korában hagyja el a fészket, melybe éjszakánként aludni még hetekig visszatér. Ekkorra már szüleihez hasonló tollazata van, csak valamivel fakóbb. A természetben évente csak egyszer költenek, de fogságban a tojó a nagyobb fióka gondozását a hímre hagyva sokszor újabb tojást is rak.
A koronásgalambok rendkívül szívós, ellenálló és hosszú életű madarak. A harmincéves kort fogságban sok madár megéli, de akár ötven évig is elélhetnek.

## Természetvédelmi helyzetük

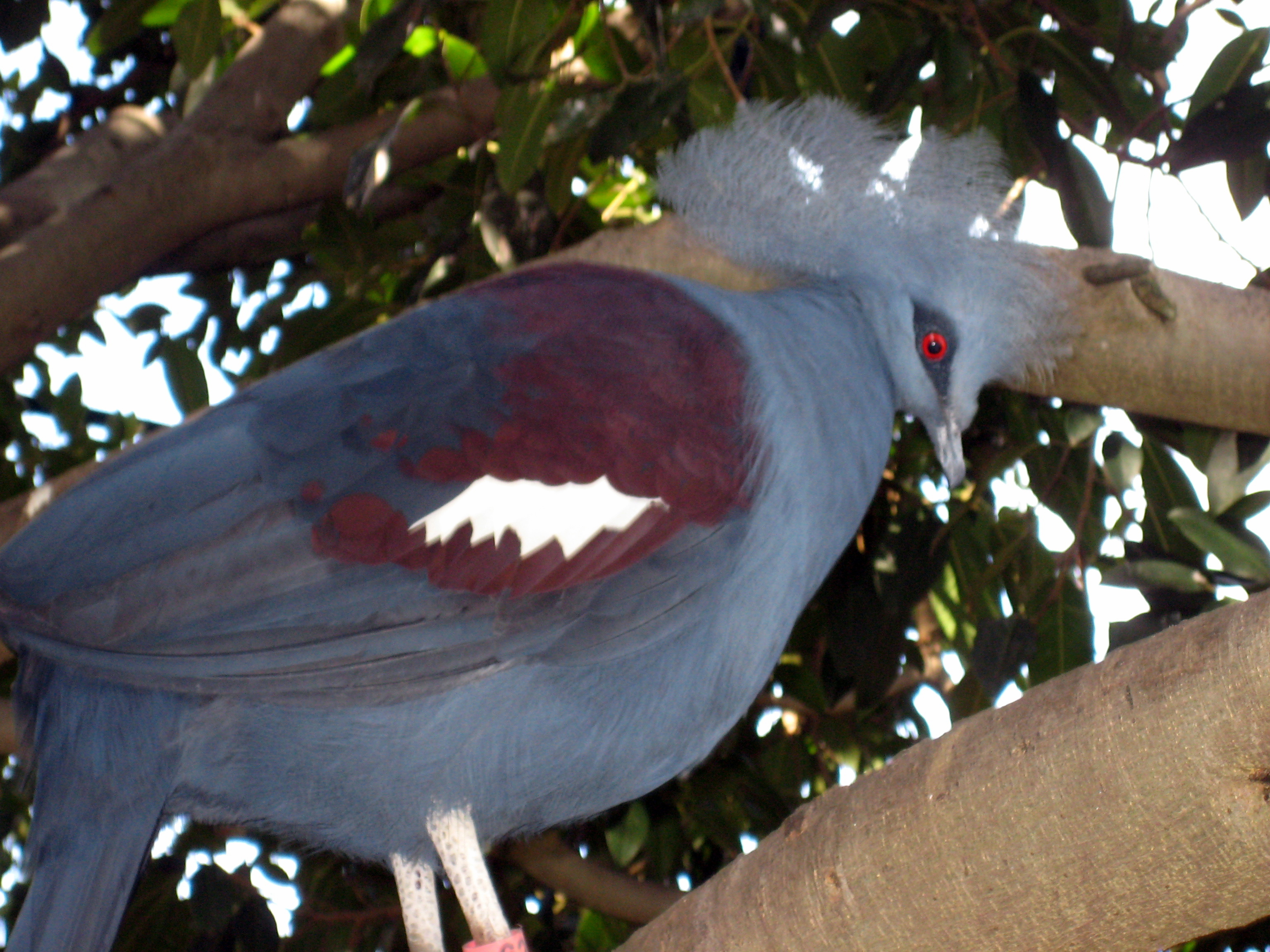
A pompás koronásgalambokat (Goura cristata) a leggyakoribb a három faj közül.

Mára a koronásgalambok száma megfogyatkozott új-guineai hazájukban a nagyfokú erdőirtás, a helyi lakosság húscélú vadászata és elsősorban az illegális befogások miatt. Az Új-Guineában első európaiak közé tartozó hollandok már a 17. század során hoztak élő madarakat Európába, ahol lenyűgözték szépségükkel az embereket. A huszadik század során az illegális vadbefogás óriási méreteket öltött. Emellett a lőfegyverek általános elterjedés miatt a sziget őslakói az utóbbi időkben rengeteg madarat megöltek. Új-Guineán ma is általános a húshiány és a koronásgalambok akár egy kisebb pulyka méretét is elérhetik, így igen vonzó célpontok a vadászok számára.
A koronásgalambok fogságban megfelelő körülmények között könnyen tarthatóak és szaporíthatóak. Ma a Délkelet-Ázsiában levő nagyméretű madártenyésztő-telepeken megkezdték nagy mennyiségben szaporításukat, mely talán mérsékelni tudja az illegális vadbefogást.
A koronásgalambok a trópusi galambfélék legkedveltebb fajai közé tartoznak, minden nagyobb állatkertben tartják legalább egy fajukat. Magyarországon a Fővárosi Állat- és Növénykertben, a Debreceni Állatkertben, és a Nyíregyházi Állatparkban tartanak pompás koronásgalambokat (Goura cristata), melyek rendszeresen szaporodnak is.